# 노먼 펠
노먼 펠(Norman Fell, 1924년 3월 24일 ~ 1998년 12월 14일)은 미국의 배우이다.

## 출연 작품
- 더 데스트니 오브 마티 파인 (1996년)
- 가족 모임 (1995년) - 할아버지 역
- 헥시나 (1993년)
- 본야드 (1991년) - 쉐퍼드 역
- 용사들을 위하여 (1991년) - 샘 역
- C.H.U.D. II - 버드 더 추드 (1989년)
- 스트립 투 킬 (1987년)
- 트랜실바니아(영어판) (1985년)
- 언커먼 밸러 (1983년)
- 옳은 길 (1981, On the Right Track)
- 디 엔드 (1978년)
- 야망의 계절 (1976년)
- 클레오파트라 카지노 정복 (1975년)
- 에어포트 75 (1974년)
- 돌파구 (1973년)
- 해안 경비대 (1970년)
- 캐치 22 (1970년)
- 이프 이츠 튜즈데이 (1969년)
- 블리트 (1968년)
- 졸업 (1967년)
- 행드 맨 (1964년) - 게이로드 그레브 역
- 킬러 (1964년) - 믹키 파머 역
- 매드 매드 대소동 (1963년)
- 벤 케이시 (1961년)
- 오션스 일레븐 (1960년)
- 폭찹 고지전투 (1959년)

### 텔레비전
- 도망자 (1963년)
- FBI (1965년)
- 아이언 사이드 (1967년)
- 뿌리 - 그 다음 세대 (1979년)